# Oscar Peschel

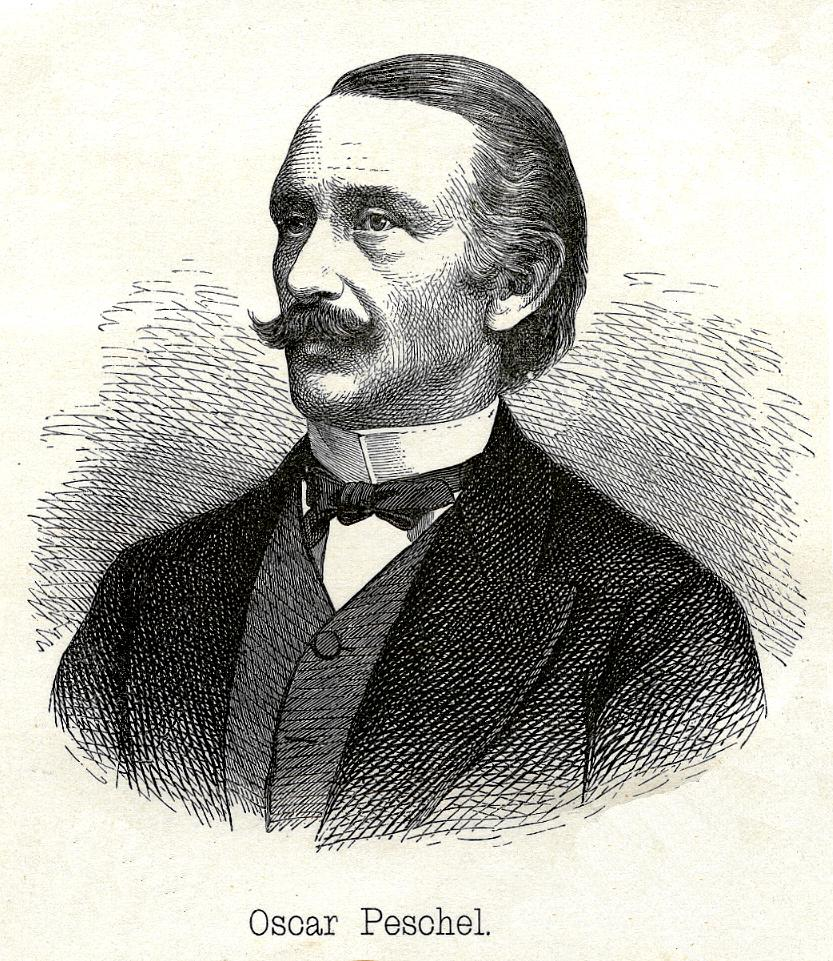
Oscar Peschel. Titelbild in seinem Werk Geschichte des Zeitalters der Entdeckungen. Stuttgart, 2. Auflage 1877

Oscar Ferdinand Peschel, auch Oskar Peschel, (* 17. März 1826 in Dresden; † 31. August 1875 in Leipzig) war ein deutscher Geograph, Ethnograph, Publizist und Redakteur. Auf ihn geht auch eine (heute überholte) Klassifikation der Menschenrassen zurück.

## Leben
Als Sohn eines Offiziers und Lehrers an der dortigen Kadettenschule studierte Oscar Ferdinand Peschel von 1845 bis 1848 Rechtswissenschaften an den Universitäten Leipzig und Heidelberg. 1850 trat er in die Redaktion der Augsburger Allgemeinen Zeitung ein, der er sechs Jahre angehörte. Er übernahm 1854 die Redaktion für die Zeitschrift Das Ausland, die er bis Ende März 1871 fortführte.
In dieser Zeit befasste er sich publizistisch u. a. mit dem Zeitalter der Entdeckungen, der Geschichte der Erdkunde und der vergleichenden Landformenkunde.
Im April 1871 berief ihn die Universität Leipzig als ordentlichen Professor des neu errichteten Lehrstuhls für Geographie. Zuvor war dieses Fach der Philologie zugeordnet und von Reinhold Klotz (bis zu dessen Tod) und von Heinrich Wuttke (Historische Hilfswissenschaften) vertreten. Der neue Lehrstuhl für Geografie war demnach erst der vierte in Deutschland nach Berlin, Göttingen und Bonn.
Peschels Renommée aus seiner Augsburger Zeit war für die Philosophische Fakultät ausreichend, um andere Kandidaten nicht ernsthaft in Erwägung zu ziehen. Am stärksten setzte sich der Astronom und Leiter der Leipziger Universitätssternwarte Karl Christian Bruhns für Peschels Berufung ein. Andere Vorschläge brachte nur der Historiker Heinrich Wuttke ein, wie aus der Personalakte Peschels im Leipziger Universitätsarchiv hervorgeht. Er empfahl den Kartografen Heinrich Kiepert sowie die Alpenforscher Friedrich Simony und Hermann von Schlagintweit, ohne dass diese respektablen Kapazitäten nennenswerte Berücksichtigung fanden. Peschels Berufung wurde einstimmig angenommen.
Schon 1858 hatte ihn die Bayerische Akademie der Wissenschaften zum korrespondierenden Mitglied gewählt. Kurz vor seinem Tode wurde Peschel auch ordentliches Mitglied der Königlich Sächsischen Gesellschaft für Wissenschaften zu Leipzig.
Seine Nachfolger am Leipziger Lehrstuhl wurden 1876 Otto Delitsch und 1883 Ferdinand von Richthofen.

## Bedeutung in Erd- und Völkerkunde
Peschel ist einer der bedeutendsten Nachfolger Carl Ritters. Seine Arbeiten zur Entdeckungsgeschichte wurden seinerzeit auch gern von Historikern konsultiert. Seine Bedeutung für die wissenschaftliche Geographie erschließt sich in seinem Werk. Peschel ist zwar nicht Begründer, aber doch ein Vorreiter der Geomorphologie gewesen, deren Anfänge noch auf Alexander von Humboldt zurückgehen. Seine Arbeiten zur völkerkundlichen Geographie und Geomorphologie waren seinerzeit richtungsweisend. In Leipzig etablierte sich maßgeblich durch ihn und Ferdinand von Richthofen die Geomorphologie im Fach Geographie.
Weitere Arbeitsgebiete Peschels waren die Völkerkunde (zu der er 1874 ein Lehrbuch verfasste) und die Anthropologie. In seiner Publikation The Races of Man and their Geographical Distribution stellte er 1876 eine Klassifikation der Menschenrassen auf, die heute als überholt gilt, aber damals Stand der Wissenschaft war. Er teilte die Menschheit in sieben Hauptrassen ein: Mongoliden, Australiden, Drawiden, Buschleute, Negroide, mediterrane und kaukasische Rasse.

## Werk
Während der Zeit bei der Allgemeinen Zeitung in Augsburg erschienen seine bedeutendsten historisch-geographischen Werke, namentlich die Geschichte des Zeitalters der Entdeckungen (Stuttgart 1858, 2. Aufl. 1877) und die Geschichte der Erdkunde bis auf Alexander von Humboldt und Carl Ritter (München 1865; 2. Auflage hrsg. von Ruge, 1877), denen sich später die Neuen Probleme der vergleichende Erdkunde als Versuch einer Morphologie der Erdoberfläche (Leipzig 1870, 4. Aufl. 1883) anschlossen.
Als Professor in Leipzig veröffentlichte er seine Völkerkunde (Leipzig 1874), von der nach wenigen Monaten eine zweite Ausgabe erschien (6. Aufl., bearbeitet von Alfred Kirchhoff, 1885). Peschel schrieb weiterhin das für die Entwicklung der modernen Geographie bedeutsame Werk Neue Probleme der vergleichenden Erdkunde 1869 und war Mitherausgeber der ersten großen Humboldt-Biographie 1872.
Nach seinem Tod erschienen die Abhandlungen zur Erd- und Völkerkunde (hrsg. von Löwenberg, Leipz. 1877–1879, 3 Bde.), Physische Erdkunde, bearbeitet von G. Leipoldt (2. Aufl., das. 1883–1885, 2 Bde.) und Europäische Staatenkunde, bearbeitet von Otto Krümmel (1. Abt. des 1. Bandes, das. 1880).

## Ehrungen
Die 1868 von der Ersten Deutschen Nordpolar-Expedition entdeckte Insel Pescheløya, eine der Bastian-Inseln in der Hinlopenstraße (Spitzbergen), ist nach Oscar Ferdinand Peschel benannt.